# كردبستان (دشتاب)
كردبستان (بالفارسية: کردبستان) هي قرية تقع في إيران في قسم دشتاب الريفي. يقدر عدد سكانها بـ 223 نسمة بحسب إحصاء 2016.